# Сидерас, Георгиос
Георгиос Сидерас (греч. Γεώργιος Σιδεράς; род. 30 мая 2002) — греческий футболист, защитник клуба «Панатинаикос».

## Клубная карьера
Сидерас — воспитанник клуба «Панатинаикос». 9 февраля 2022 года в поединке Кубка Греции против «Анагенниси Кардица» Георгиос дебютировал за основной состав. 16 февраля в матче против «Аполлон Смирнис» он дебютировал в греческой Суперлиге. В том же году игрок помог клубу завоевать Кубок Греции.

## Достижения
Клубные
 «Панатинаикос»
- Обладатель Кубка Греции — 2021/2022